# 槇島城の戦い
槇島城の戦い（まきしまじょうのたたかい）は、元亀4年（1573年）7月に織田信長と室町幕府の将軍・足利義昭との間で行われた戦い。この戦いで義昭が敗れた結果、京都から追放され、室町幕府は事実上滅亡した。

## 足利義昭と織田信長の対立
永禄11年（1568年）9月、織田信長に擁されて上洛し、室町幕府の第15代将軍に就任した足利義昭は当初、信長と協調関係にあった。だが、将軍権力の抑制を図る信長の一連の動き（永禄12年（1569年）1月に信長が出した殿中御掟等）により、次第に信長と対立するようになった。
元亀3年（1572年）9月、信長から義昭に異見十七ヶ条が突きつけられ、両者の対立は決定的となった。『信長公記』によれば、この時期には既に義昭が信長に対して反抗する意思を有していたことは、明白になっていたとされている。そして、義昭は浅井長政・朝倉義景・石山本願寺などを扇動して、信長を攻撃しようと画策した（信長包囲網）。
元亀3年（1572年）10月、 武田信玄が上洛のために進軍を開始し（西上作戦）、三方ヶ原で徳川家康の軍勢を破った（三方ヶ原の戦い）。だが、元亀4年（1573年）1月頃に信玄の体調が悪化し、武田軍の攻勢は停止している。
ただし、異見十七ヶ条に出された時期など、『信長公記』などが記す義昭と信長の対立の経緯について異論が出されており、義昭が信長に対し反抗する意思を明確にしたのは三方ヶ原の戦い以降のことで、朝倉義景・武田信玄らによって構築された反信長の動きに義昭が後から乗ったとする説が近年の有力説である。
2月、義昭は信長に対して挙兵したが、石山城・今堅田城の戦いや二条御所の戦い、上京焼き討ちなどで織田軍に追い詰められた。その結果、4月に正親町天皇から講和の勅命が出されると、信長と義昭はこれを受け入れて講和した。

## 再挙兵までの出来事
信長はそのまま岐阜城には帰らず、近江の百済寺付近へと向かい、近辺の六角義賢が立てこもっていた鯰江城を攻撃した。信長は佐久間信盛・丹羽長秀・柴田勝家 ・蒲生賢秀に命じて、六角氏を城に追い詰めると、周囲に砦を築いて包囲した。
4月11日、信長は「百済寺が鯰江城を支援している」という情報をもとに、百済寺に放火して全焼させた。そして、その日のうちに帰還して、岐阜城に到着した。
4月12日、武田信玄が信濃の駒場で病死した。信玄の死は伏せられていたが、武田軍は本国の甲斐に退却した。
4月13日、義昭は二条御所を安全でないと考え、自身は内藤貞勝の丹波の城（八木城）に移り、内藤如安を二条御所に入れようと考えた。如安は「軽々しく動くことは怯懦」で義昭の評判を傷つけると意見し、一方で再び信長を敵とするべきではないと進言した。義昭はこの意見を受け入れず、槇島城に移ろうとしたが、如安が説得して取りやめになった。
4月20日、義昭は二条御所普請のため、吉田兼和の領地から人夫を徴収した。このとき、義昭は武田信玄が死去したことを知らなかった。
5月15日、信長は「義昭が再び挙兵した際には瀬田のあたりで道を塞ぐ」と予想し、大軍を湖上輸送するため、大工の岡部又右衛門を棟梁とし、佐和山で大船の建造を開始した。この船は全長30間×幅7間（約54ｍ×約12ｍ）、艪が100挺、船首と船尾に櫓（やぐら）百挺を備えた頑丈な船、という日本史上にも過去に例を見ないほどの巨船であった。この船の建造により、京都で変事が起きた際、岐阜から佐和山へ駆けつけ、船で一気に琵琶湖を渡ることにより、約一日分の工程を節約できた。
6月13日、義昭は安芸の毛利輝元に対し、兵糧料を要求した。だが、輝元は信長との関係から支援しなかった。

## 経過

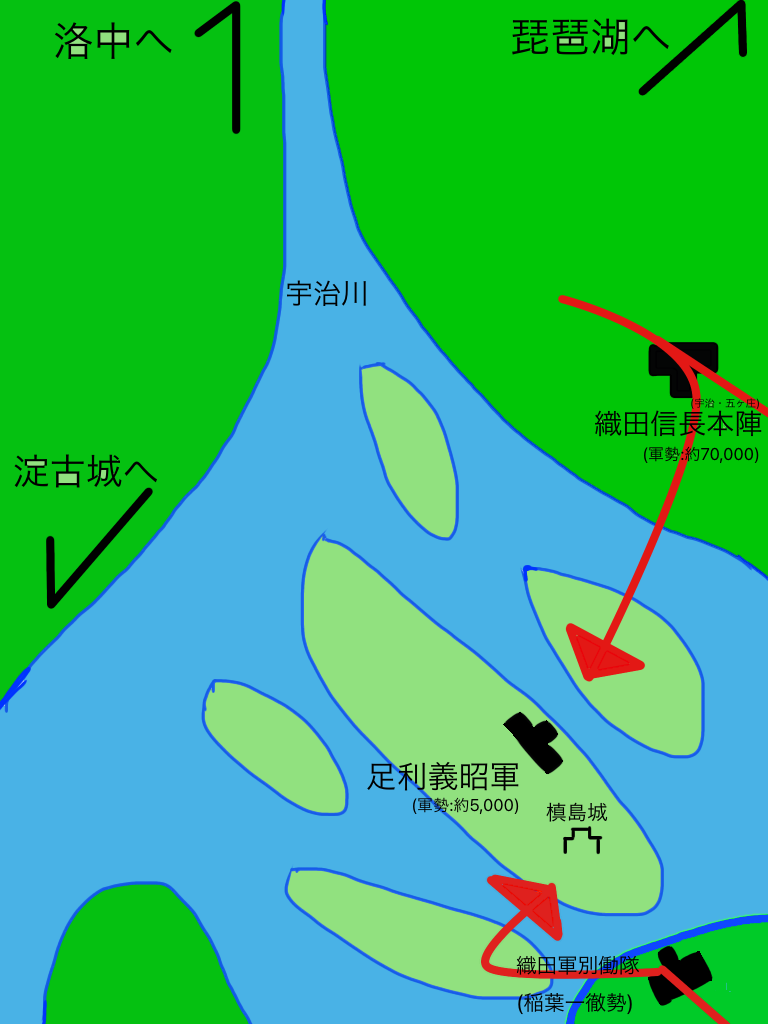
槇島城の戦いにおける織田信長軍の侵攻経路

7月2日、義昭は二条御所に三淵藤英（細川藤孝の異母兄）や政所執事の伊勢貞興、日野輝資、高倉永相などの昵近公家衆を入れて守らせた。一方、義昭は自身に味方した豪族・真木島昭光の進言に応じて、宇治五ヶ庄に移動し、槇島城に立て籠もった。槇島城は宇治川・巨椋池水系の島地に築かれた南山城の要害であり、昭光の居城であった。
7月3日、義昭は信長との講和を破棄し、槇島城において挙兵した。その兵力は3,700余であった。
これを受けて、京では次のような落首が立てられた。
| 「 | 「かぞいろと やしたひ立てし 甲斐もなく いたくも花を 雨のうつ音」（信長が義昭をまるで父母を扱うように養ってきた甲斐もなく、雨がはげしく花（＝花の御所。将軍を暗示）を打つ音がすることだ） | 」 |

7月5日、信長は大船が完成した機会を捉え、6日に先陣に琵琶湖を渡らせた。
同日、信長も大船に乗って琵琶湖を渡り、坂本に入った。
その夜は坂本で一泊した。
7月7日、信長は京に入ると、妙覚寺に布陣し、二条御所を包囲した。すると、三淵藤英を除く武将や公家衆は信長の勢威を恐れて、8日に御所を出て降伏し、降参を拒否した藤英のみが御所に立て籠もった。
7月12日、藤英が織田方の柴田勝家の説得を受け入れ、二条御所を開城した。その後、信長は御所の殿舎を破却したばかりか、諸人によって御所内が略奪されるのを禁じなかった。
7月13日、信長は懇意にしていた毛利輝元に対し、義昭の行動を通知した。その中で、信長は輝元に対し、将軍が「天下」を放棄したので上洛して自ら鎮めたこと、将軍家のことは全て相談のうえで取り計らいたい、と述べている。
7月16日、織田軍が槙島城に向かって進軍し、信長自身も翌日に出陣した。この軍勢は織田軍の主だった武将らが総動員されており、7万もの大軍でもあった。
そして、信長は五ヶ庄の柳山に布陣した。眼前を流れる宇治川の水量はかなりのものだったが、信長は「引き伸ばすようなら自分が先陣を切る」と言い、宇治川の戦いの先例にならって二手に分かれて川を渡ることと決めた。
7月18日午前10時頃、織田軍は作戦通り、川上の平等院、川下の五ヶ庄より二手に分かれて川を渡ると、しばし休息し、槇島城のある南向きに隊列を整えた。城から足軽が出てきたが、佐久間信盛・蜂屋頼隆らがこれを50ほど討ち取り、織田軍は城を包囲した。
織田軍は槇島城を攻撃し、槇島一帯も焼き払った。槙島城の外構は乗り破られ、火をつけられて迫られた。義昭は槇島城を難攻不落の城と捉えていたようであるが、信長の大軍の前では全く無力であった。
本城も危うくなったことで、義昭は織田軍の攻勢に恐怖し、信長に講和を申し入れた。義昭は敗軍の将として、信長の眼前に引き据えられた。信長は義昭の一命は助けたが、講和の条件として2歳の息子・義尋を人質に出させることで降伏を受け入れた。

## 義昭の追放とその後
7月19日、義昭は槇島城を退去して、枇杷庄に下り、20日に河内の津田に入った。枇杷庄に下る途中、一揆に御物など奪い取られたという。
7月21日、信長は槙島城を細川昭元に委ね、帰洛した。信長は義昭に味方した諸将を討つため、しばらく京都にとどまった。
7月28日、朝廷が信長の要請に応じ、元亀から天正へと改元を行った。信長のこの行為は義昭の権威の否定、反信長勢力の士気を挫く目的があったと考えられる。
8月、信長は淀城で三好三人衆の1人・岩成友通を討ち取った（第二次淀古城の戦い）。また、越前に出陣して、朝倉義景を自害させた（一乗谷城の戦い）。その直後、北近江へ向かい、9月に浅井長政も自害させた（小谷城の戦い）。
三好三人衆の残る2人である三好長逸、三好政康は行方不明となり、松永久秀、本願寺の総帥たる顕如は信長と和睦し、ここに信長包囲網は瓦解した。
義昭は僅かな近臣と共に河内の若江城、次いで和泉の堺、 紀伊の興国寺へと移るなど、各地を流浪し続けた。そして、備後の鞆にまで落ち延び、毛利輝元の庇護を受けて鞆幕府を樹立し、信長への抵抗をなおも続けた。

## 考察
現在の歴史学では、この戦いで義昭が京都を追放されたことにより、室町幕府は事実上（実質的に）滅亡した、と解釈されることが多い。義昭が京都から追放されたことによって、朝廷を庇護する「天下人」の役割を果たせなくなったからである。
ただし、義昭自身は朝廷から征夷大将軍を解任されず、なおもその地位にあり、従三位・権大納言の位階・官職すらも保ったままであった。また、勝者である信長は敗者である義昭を殺害したり、将軍の地位を剥奪させたりはしなかった。
それゆえ、信長は義昭を支持する勢力が依然多いなか、自身が「将軍殺し」の汚名を着ることや追い詰めたりすることを嫌った（＝世間からの評判を重視した）、などの説がある。信長は世間の評判を気にした為政者であり、京都の町民らの心情も常に気にしていたことで知られている。信長自身は義昭を赦したことを、「怨みに恩で報いる」と言ったとされる。
実際、信長は義昭の追放後、毛利輝元と義昭の処遇に関してやり取りし、義昭を帰京させようとした。そして、天正元年11月に義昭が和泉の堺に落ち着くと、信長からは羽柴秀吉と朝山日乗が、輝元からは安国寺恵瓊と林就長がそれぞれ使者として義昭のもとに派遣され、帰京に関する会談が行われたが、義昭が信長から人質を求めたことで破談している。その後も義昭に対して、信長は帰京を求めたようであるが、義昭から断られている。

## 参考史料
- 『信長公記』
- 『耶蘇会日本年報』1573年5月27日付け、ルイス・フロイスの書簡
- 『大日本史料』